# Melchior Khlesl
Melchior Khlesl of Cleselius (Wenen, 19 februari 1552 - Wiener Neustadt, 18 september 1630) was bisschop van Wenen en kardinaal ten tijde van de Contrareformatie.

## Biografie
Melchior Khlesl werd in Wenen geboren in een protestantse familie. Hij ging in Wenen filosofie studeren en werd samen met zijn ouders bekeerd tot het Roomse geloof. In 1579 werd hij domproost van de Stephansdom. Niet veel later werd hij benoemd tot raadgever van de bisschop van Passau. Keizer Rudolf II was onder de indruk van de kwaliteiten van Khlesl en hij werd daarom uitgerust met belangrijke taken in de Contrareformatie. Deze taken zouden Khlesl's levenswerk worden.
Rond 1585 benoemde Rudolf II hem tot een van zijn naaste raadgevers. Drie jaar later werd hij benoemd tot bisschop van Wiener Neustadt. Door zijn goede werk in dat bisdom werd hij in 1598 benoemd tot bisschop van Wenen. Na de benoeming van keizer Matthias, probeerde Khlesl de positie van de keizer te versterken door vrede te krijgen tussen de katholieken en de protestanten. Zijn pogingen hiertoe mislukten. In 1616 werd hij door paus Paulus V benoemd tot kardinaal.
Khlesl zag zijn pogingen om de protestanten en katholieken samen te brengen mislukken na de Praagse defenestratie, wat zou leiden tot het uitbreken van de Dertigjarige Oorlog. Hij werd door zijn politieke tegenstander, de nieuwe keizer Ferdinand II opgepakt en gevangengezet in Schloss Ambras. Niet veel later werd hij overgeplaatst naar een klooster in Tirol. In 1622 werd hij weer in vrijheid gesteld. Ook later kwam hij in conflict met de keizer, onder andere over het Restitutie-Edict (1629). Khlesl vreesde dat dit edict rijke protestanten en hun handel zou verdrijven.
Melchior Khlesl stierf in 1630 in Wiener Neustadt, waar zijn hart begraven ligt. De rest van zijn lichaam werd in de crypte van de Stephansdom in Wenen geplaatst.